# Schieferbergwerk Honert
Schieferbergwerk Honert este o arie protejată (arie specială de conservare — SAC, sit de importanță comunitară — SCI) din Germania întinsă pe o suprafață de 0,24 ha, integral pe uscat.

## Localizare
Centrul sitului Schieferbergwerk Honert este situat la coordonatele 51°01′35″N 8°25′11″E / 51.0264°N 8.4197°E.

## Înființare
Situl Schieferbergwerk Honert a fost declarat sit de importanță comunitară în martie 2001 pentru a proteja 2 specii de animale. Situl a fost protejat și ca arie specială de conservare în decembrie 2004.

## Biodiversitate
Situată în ecoregiunea continentală, aria protejată nu include niciun habitat protejat.
La baza desemnării sitului se află mai multe specii protejate de  mamifere (2): liliac cu urechi mari (Myotis bechsteinii), liliac comun (Myotis myotis).
Pe lângă speciile protejate, pe teritoriul sitului au mai fost identificate 3 specii de mamifere.